# London Nationals
London Nationals je bil mladinski hokejski klub iz Londona. Deloval je v ligi Ontario Hockey Association od 1965 do 1968. Domača dvorana kluba je bila London Gardens. Po treh sezonah se je klub preimenoval v London Knights. 

## Zgodovina
Klubu London Nationals je bilo zagotovljeno mesto v OHA za sezono 1965/66. Tedaj so delovali kot podružnično moštvo NHL moštva Toronto Maple Leafs. Po padcu lige Metro Junior A League leta 1963 je Torontu namreč ostalo le eno podružnično moštvo znotraj OHA. Želeli so moštvo v Londonu, da bi zamenjalo staro moštvo Toronto St. Michael's Majors, ki je razpadlo nekaj let prej. Toronto Maple Leafs so sicer prvotno želeli, da bi Nationalsi z delovanjem začeli že v sezoni 1963/64, a šele naslednjo sezono so zares postali drugo podružnično moštvo Leafsov, za moštvom Toronto Marlboros. Pred 1965 so Nationalsi igrali v Zahodni mladinski B ligi in osvojili tamkajšnje prvenstvo v letih 1952, 1964 in 1965. 
Klub je ime dobil po svojem sponzorju, Kanadski narodni zvezi za rekreacijo (Canadian National Recreation Association). Klubski dresi so bili na moč podobni tistim od Maple Leafsov, le da so bile na listu besede "London Nationals" in ne "Toronto Maple Leafs". 
Največ tekem za klub je odigral Brian Murphy (98), v treh sezonah. Vodilni strelec moštva je bil Garry Unger, ki je na 50 tekmah zadel 42-krat. Absolutni najučinkovitejši igralec je bil Walt McKechnie s 26 goli, 74 podajami in 100 točkami. 
Po treh sezonah se je direktno sponzorstvo iz NHL končalo. Poslovnež Howard Darwin je tako klub odkupil in ga preimenoval v London Knights. Prav tako je zamenjal moštvene barve v zeleno in zlato. 

## Trenerji
V sezoni 1965/66 je moštvo treniral Jack McIntyre, naslednji dve sezoni pa član Hokejskega hrama slavnih lige NHL Turk Broda.

## NHL igralci
18 igralcev je napredovalo do NHL:
| - Barry Boughner - Bob Cook - Jim Dorey - Darryl Edestrand - Rocky Farr | - John Gould - Brent Imlach - Rick Kessell - Rick MacLeish - Brian Marchinko | - Walt McKechnie - Brian Murphy - Randy Murray - Ted Ouimet | - Darryl Sittler - Jim Stanfield - Garry Unger - Bert Wilson |

## Izidi
Redna sezona
| Sezona  | Tekem | Zmag | Porazov | Remijev | TOČ | %     | GF  | GA  | Uvrstitev |
| 1965/66 | 48    | 12   | 29      | 7       | 31  | 0.323 | 149 | 235 | 9. v OHA  |
| 1966/67 | 48    | 18   | 21      | 9       | 45  | 0.469 | 185 | 214 | 6. v OHA  |
| 1967/68 | 54    | 17   | 31      | 6       | 40  | 0.370 | 177 | 262 | 7. v OHA  |

Končnica
- 1965/66 Se niso uvrstili v končnico.
- 1966/67 Izgubili proti Niagara Falls Flyers 8-4 v točkah (četrtfinale).
- 1967/68 Izgubili proti Hamilton Red Wings 8-2 v točkah (četrtfinale).

## Dvorana
Domače tekme so igrali v dvorani London Gardens, ki je bila za kratek čas znana tudi pod imenom Treasure Island Gardens. 
Kapaciteta = 5.075
Velikost ledene ploskve = 57,9 m x 25,9 m